# Epiplema ocusta
Epiplema ocusta är en fjärilsart som beskrevs av Swinhoe. Epiplema ocusta ingår i släktet Epiplema och familjen Uraniidae. Inga underarter finns listade i Catalogue of Life.